# Circondario di Schwerin-Land
Il circondario di Schwerin-Land (in tedesco: Kreis Schwerin-Land) era un circondario della Repubblica Democratica Tedesca, nel distretto di Schwerin. Esistette dal 1952 al 1994.
Il circondario comprendeva il territorio rurale posto intorno alla città di Schwerin, che pur ospitando l'amministrazione circondariale, non ne era parte, costituendo essa un circondario urbano (Stadtkreis).

## Storia
Il circondario fu creato il 25 luglio 1952 con la riforma dei circondari della RDT. Fu creato dalla spartizione del vecchio circondario di Schwerin (l'altro circondario ottenuto fu quello di Gadebusch).
Con la riunificazione tedesca del 1990, il circondario divenne parte del Land del Meclemburgo-Pomerania Anteriore, e assunse il nuovo nome di circondario rurale di Schwerin (Landkreis Schwerin).
Il 12 giugno 1994,  con la riforma dei circondari del Land, il circondario di Schwerin fu soppresso, e il territorio assegnato ai nuovi circondari di Ludwigslust, del Meclemburgo Nordoccidentale e di Parchim.

## Suddivisione
Al momento della riunificazione tedesca (1990) il circondario comprendeva una città e 47 comuni:
- città di Crivitz
- comuni di Alt Meteln; Banzkow; Barnin; Böken; Brüsewitz; Bülow; Cambs; Cramonshagen; Dalberg-Wendelstorf; Demen; Dorf Zapel; Dümmer; Gädebehn; Gneven; Godern; Göhren; Goldenstädt; Grambow; Holthusen; Klein Rogahn; Klein Trebbow; Langen Brütz; Leezen; Lübesse; Lübstorf; Pampow; Pingelshagen; Pinnow; Plate; Raben Steinfeld; Rastow; Retgendorf; Rubow; Ruthenbeck; Schossin; Seehof; Stralendorf; Sukow; Sülstorf; Tramm; Uelitz; Warsow; Wessin; Wittenförden; Zickhusen; Zülow